# Actenicerus takeshii
Actenicerus takeshii là một loài bọ cánh cứng trong họ Elateridae. Loài này được Arimoto miêu tả khoa học năm 1992.